# Sozialökonomische Verhaltensforschung
Das von Günter Schmölders in den 1950er Jahren begründete Konzept der sozialökonomischen Verhaltensforschung will ökonomisch relevantes Verhalten mit Hilfe von Erkenntnissen aus sozialwissenschaftlichen Nachbardisziplinen erklären. „Alle Versuche, die ökonomische Welt zu erklären, setzen sich auf irgendeine Weise mit dem Verhalten des Menschen im wirtschaftlichen Bereich auseinander.“

## Gegenstand und Methoden
Traditionell schließen die Wirtschaftswissenschaften zur Erklärung ökonomischen Verhaltens soziale oder psychische Faktoren weitgehend aus und beschränken sich bei ihren Analysen auf das Modell des Homo oeconomicus, der rational entscheidet und sich dabei am maximalen ökonomischen Nutzen orientiert. Schmölders hingegen wollte mit seiner sozialökonomischen Verhaltensforschung „zu einer Korrektur dieser überheblichen Meinung beitragen und zeigen, daß in den Finanzen mehr Psychologie steckt als etwa Mathematik oder gar bloße Logik, auf welche Begriffe die meisten das Thema zu bringen versuchen.“
„Während die Soziologie meist von empirischer Sozialforschung spricht, halte ich für den ökonomischen Bereich die Bezeichnung Verhaltensforschung für sinnvoller, weil sie deutlich macht, daß die ökonomischen Prozesse nicht als exogen determinierte Mechanismen, sondern als Ergebnisse menschlicher Handlungen betrachtet werden müssen. Diese Handlungen sind weitgehend durch das Wirken von Gewohnheiten, Institutionen und sozialen Werten und Normen kanalisiert und stabilisiert; Gegenstand der Verhaltensforschung sind daher nicht nur die wirtschaftlich relevanten Verhaltensweisen und Einstellungen selbst, sondern alle sie beeinflussenden Faktoren, nicht nur die verhaltensbestimmende Situation, sondern auch die verhaltenserklärende Motivation.“
Empirisch ausgerichtete wissenschaftliche Beiträge – repräsentiert vor allem durch die Forschungsarbeiten der von Schmölders 1958 gegründeten Forschungsstelle für empirische Sozialökonomik – sollen die Grundlage für eine allgemeine sozialökonomische Verhaltenstheorie schaffen. Die sozialökonomische Verhaltensforschung greift daher zur Erklärung des ökonomisch relevanten Verhaltens auf empirisch-theoretische Ansätze der Nachbardisziplinen wie Soziologie, Sozialpsychologie, Psychologie und Anthropologie zurück. Zur Überprüfung ihrer theoretischen Ansätze bedient sie sich der Techniken, die die moderne empirische Sozialforschung anbietet. Hauptforschungsfelder sind die Steuerpsychologie, das Konsumverhalten, das Sparverhalten und das Arbeitsverhalten. Eines der bekanntesten Resultate der sozialökonomischen Verhaltensforschung ist die Entwicklung des Konsumklimaindexes, dessen Berechnung später von der GfK übernommen wurde.
Eine gewissermaßen unbeabsichtigte Renaissance erfährt die sozialökonomische Verhaltensforschung in den Behavioral Economics, zu deutsch etwa Verhaltensökonomik, die sich ab den 1980er Jahren in den USA entwickelten, wo der Forschungsansatz von Schmölders kaum bekannt war.